# Centrovaný systém
Centrovaný systém je matematický pojem z oboru teorie množin, týkající se konkrétně studia systémů podmnožin nějaké dané množiny.

## Definice
Předpokládejme, že {\displaystyle S\,\!} je množina podmnožin množiny {\displaystyle X\,\!} (někdy se také říká, že {\displaystyle S\,\!} je systém množin na {\displaystyle X\,\!}), tj. {\displaystyle S\subseteq \mathbb {P} (X)\,\!}, kde {\displaystyle \mathbb {P} (X)\,\!} je potenční množina množiny {\displaystyle X\,\!}.
O množině {\displaystyle S\,\!} řekneme, že se jedná o centrovaný systém, pokud je průnik každé její konečné podmnožiny neprázdný:

{\displaystyle (\forall y_{1},y_{2},\ldots ,y_{n}\in S)(y_{1}\cap y_{2}\cap \ldots \cap y_{n}\neq \emptyset )\,\!}

## Vlastnosti a příklady

### Triviální centrovaný systém
Pokud má celý systém {\displaystyle S\,\!} neprázdný průnik, pak je centrovaný - pro jeho libovolnou neprázdnou podmnožinu {\displaystyle Y\subseteq S\,\!} (nejen konečnou) platí

{\displaystyle \emptyset \neq \bigcap S\subseteq \bigcap Y\implies \emptyset \neq \bigcap Y\,\!}

### Netriviální centrovaný systém
Otázka zní, zda existují i nějaké netriviální centrované systémy - tj. takové, že {\displaystyle \bigcap S=\emptyset \,\!}, ale přitom je systém (vzhledem ke konečným podmnožinám) centrovaný.
Uvažujme o nekonečném systému množin přirozených čísel

{\displaystyle S=\{u_{1},u_{2},u_{3},u_{4},\ldots \}\,\!}, kde {\displaystyle u_{i}\,\!} je množina všech nenulových násobků čísla {\displaystyle i\,\!}, tj.
- {\displaystyle u_{1}=\{1,2,3,\ldots \}\,\!}
- {\displaystyle u_{2}=\{2,4,6,\ldots \}\,\!}
- {\displaystyle u_{3}=\{3,6,9,\ldots \}\,\!}
- {\displaystyle u_{4}=\{4,8,12,\ldots \}\,\!}
- {\displaystyle \ldots \,\!}

Jedná se o centrovaný systém - vezmeme-li jakoukoliv jeho konečnou podmnožinu a určíme číslo {\displaystyle k\,\!} jako nejmenší společný násobek indexů prvků této konečné podmnožiny {\displaystyle S\,\!} (například pro {\displaystyle \{s_{3},s_{5},s_{6},s_{8}\}\,\!} je {\displaystyle k=120\,\!}), pak {\displaystyle u_{k}\,\!} je (neprázdným) průnikem této podmnožiny.

Navíc se jedná o netriviální centrovaný systém - pokud by byl průnik celého systému {\displaystyle \bigcap S\,\!} neprázdný, pak by muselo existovat nějaké přirozené číslo {\displaystyle n\in \bigcap S\,\!} a tím pádem by muselo mimo jiné být {\displaystyle n\in u_{n+1}\,\!}, což je nesmysl.

### Vztah centrovaných systémů a filtrů
Jedním z příkladů pro centrovaný systém jsou filtry. Filtr má nejen neprázdný průnik každé konečné podmnožiny - z podmínky, že filtr musí být dolů usměrněná množina dokonce plyne, že filtr musí sám v sobě obsahovat všechny průniky svých konečných podmnožin.
To pro centrovaný systém platit nemusí - například systém {\displaystyle \{\{0,1,2\},\{1,2,3\}\}\,\!} je centrovaný, ale rozhodně to není dolů usměrněná množina (neobsahuje totiž množinu {\displaystyle \{1,2\}=\{0,1,2\}\cap \{1,2,3\}\,\!} . Stejně tak nemusí centrovaný systém obsahovat s každou svou množinou i každou její nadmnožinu - nemusí to tedy být horní množina, kdežto filtr ano. To znamená, že zdaleka ne každý centrovaný systém je filtrem.
Na druhou stranu lze každý centrovaný systém {\displaystyle S\subseteq \mathbb {P} (X)\,\!} rozšířit do nějakého filtru na množině {\displaystyle X\,\!}. Snadno lze ukázat, že množina

{\displaystyle F(S)=\{Y\subseteq X:(\exists Q\in [S]^{<\omega })(\bigcap Q\subseteq Y)\}\,\!}

je nejmenší filtr na {\displaystyle X\,\!}, který v sobě obsahuje {\displaystyle S\,\!}.
Výše uvedený zápis vypadá sice hrůzostrašně, ale říká v podstatě toto:
1. Vezmu centrovaný systém {\displaystyle S\,\!}.
2. Přidám k němu všechny průniky jeho konečných podmnožin (čímž dostanu dolů usměrněnou nadmnožinu {\displaystyle S\,\!}).
3. K výsledku pak přidám pro každý její prvek i všechny jeho nadmnožiny (čímž dostanu horní nadmnožinu {\displaystyle S\,\!}, která je stále dolů usměrněná, takže výsledek je filtr).

### Hlavní věta o ultrafiltrech
Úvaha provedená v předchozím odstavci vlastně neříká nic jiného, než že každý centrovaný systém lze rozšířit (přidáním dalších množin) na filtr. Pokud tento poznatek zkombinuji s tím, že každý filtr lze (podle principu maximality rozšířit do ultrafiltru, dostávám tvrzení nazývané v teorii množin hlavní věta o ultrafiltrech:

Každý centrovaný systém lze rozšířit do ultrafiltru.